# Согндалсфьора
Со̀гндалсфьора (на норвежки: Sogndalsfjøra) е малък град в Южна Норвегия. Разположен е в края на фиорда Согнефиорд на Северно море във фюлке Согн ог Фьоране на около 250 km на северозапад от столицата Осло. Главен административен център на община Согндал. Основан е през 17 век. Има малко пристанище. Население 3134 жители според данни от преброяването към 1 януари 2008 г.

## Спорт
Футболният отбор на града носи името Согндал Фотбал. Дългогодишен участник е във второто ниво на норвежкия футбол.